# Sidya Touré
Sidya Touré (1945) è un politico guineano, Primo ministro dal luglio 1996 al marzo 1999.
Esponente dell'Unione delle Forze Repubblicane, si è candidato alle elezioni presidenziali del 2010 e a quelle del 2015 ottenendo, rispettivamente, il 13% e il 6% dei voti.
Nel settembre 2021, Sidya Touré è tornata in Guinea dopo 10 mesi di esilio in Europa.